# Pałac na Karłuszowcu
Pałac na Karłuszowcu (właśc. Zespół pałacowo-parkowy dawnego zarządu dóbr hrabiów Henckel von Donnersmarck) – zabytkowy obiekt w Tarnowskich Górach, w dzielnicy Śródmieście-Centrum. Obejmuje zabytkową ulicę Lipową oraz teren ograniczony ulicami: Legionów, Ogrodową i Karłuszowiec, na którym znajdują się: budynek zarządu, willa oraz pałacyk, czyli większość obszaru części Tarnowskich Gór o tej samej nazwie.

## Historia
Karłuszowiec (niem. Carlshof) niegdyś nosił nazwę Bugaj i był poza granicami Tarnowskich Gór. Tereny te w połowie XVII wieku zakupił Alexander Cucher (od niego wzięła się nazwa zwyczajowa majątek cucherowski) i założył na nich swoje gospodarstwo wraz z dworem. Około 1700 pojawiła się nazwa Majątek „Dorota” od imienia kolejnej właścicielki – Dorothei Baumgart.
Potwierdzeniem faktu powstania dworu w XVII wieku jest odkryty podczas remontu napis zawierający nazwisko Teodora Gulby i datę 1689.
W 1745 roku dobra te zakupił hrabia Franciszek Ludwik z bytomskiej linii Henckel von Donnersmarck. Szukał on nowej siedziby, bowiem wcześniej skonfiskowano mu siedzibę w bytomskim ratuszu. Hrabia powiększył folwark oraz przebudował dwór na pałac. Prawdopodobnie nazwa Karłuszowiec (Carlshof) pochodzi od imienia ojca hrabiego – Karola Józefa. W pałacu znajdowały się: dom dla rodziny hrabiego, siedziba zarządu majątku oraz kaplica. Proboszcz tarnogórski toczył jednak spór z proboszczem tarnowickim o to, któremu ma podlegać kapelan. Sąd biskupi uznał, że tarnogórskiemu.
Franciszek Ludwik zmarł w 1768, a spadkobiercą został jego młodszy brat Łazarz III. Zamieszkał on jednak z rodziną w pałacu w Siemianowicach. W rezydencji na Karłuszowcu pozostała wdowa, hrabina Leopoldyna von Sobeck und Kornitz, która zmarła w 1792 r.
Kolejnymi mieszkańcami na Karłuszowcu była rodzina de La Valette d’Uclaux spokrewniona zarówno z rodziną Henckel von Donnersmarck, jak i z rodziną von Sobeck und Kornitz. W 1863 r. po wygaśnięciu rodu hrabiów de La Vallete d’Uclaux, Donnermarckowie przenieśli do Karłuszowca zarząd swoich dóbr (wcześniej znajdował się on w Siemianowicach).
W XIX wieku wokół pałacu powstał park (z lat 70. XIX wieku), oficyna bądź mały pałacyk (z ok. 1890, w stylu neorenesansowym), budynek mieszkalny dla urzędników zarządu dóbr oraz okazała willa dla administratora dóbr (z pocz. XX wieku; neoklasycystyczna z elementami secesji).
W 1924 roku Karłuszowiec administracyjnie wcielono do Tarnowskich Gór, a w okresie wojennym mieściła się tu dyrekcja spółki The Henckel von Donnersmarck-Beuthen Estates Limited. W części pomieszczeń urządzono mieszkanie dla ks. Pawła Sapiehy, który mieszkał w nim wraz z poślubioną wtedy małżonką Virgilią Peterson w latach 1933–1936. Tam swe pierwsze lata życia spędziła ich pierworodna córka Maria Krystyna.
Obecnie w pałacu mieści się Zespół Szkół Artystyczno-Projektowych, w willi administratora przedszkole, a w budynkach północnych zakład pulmonologii. Za bramą wjazdową ustawione są ufundowane przez hrabinę Leopoldynę zabytkowe późnobarokowe figury św. Floriana i św. Jana Nepomucena, które dawniej stały przed nieistniejącym już budynkiem szkoły jezuickiej przy ulicy Zamkowej.
Do Zespołu Pałacowo-Parkowego Donnersmarcków należały w przeszłości również inne budynki znajdujące się w okolicach ulicy Legionów, Lipowej, Karłuszowiec i Ogrodowej obecnie najczęściej wpisane do Gminnej Ewidencji Zabytków.

## Architektura
W piwnicach i na parterze budynku obecne są sklepienia kolebkowe, natomiast w dużej sale kolebkowe z lunetami. Fasada osiemnastoosiowa, z trzema ryzalitami utrzymana w stylu późnego klasycyzmu.

## Rzeźby
Po obu stronach wjazdu na teren Pałacu znajdują się późnobarokowe rzeźby przedstawiające św. Floriana i św. Jana Nepomucena. Stoją one na rokokowych postumentach ze znacznie zniszczonymi chronostychami, z których jednak wynika, iż zostały ufundowane w 1755 lub 1758 roku przez hrabinę Leopoldynę von Sobeck und Kornitz. Pierwotnie stały one przed budynkiem szkoły jezuickiej przy ulicy Zamkowej.

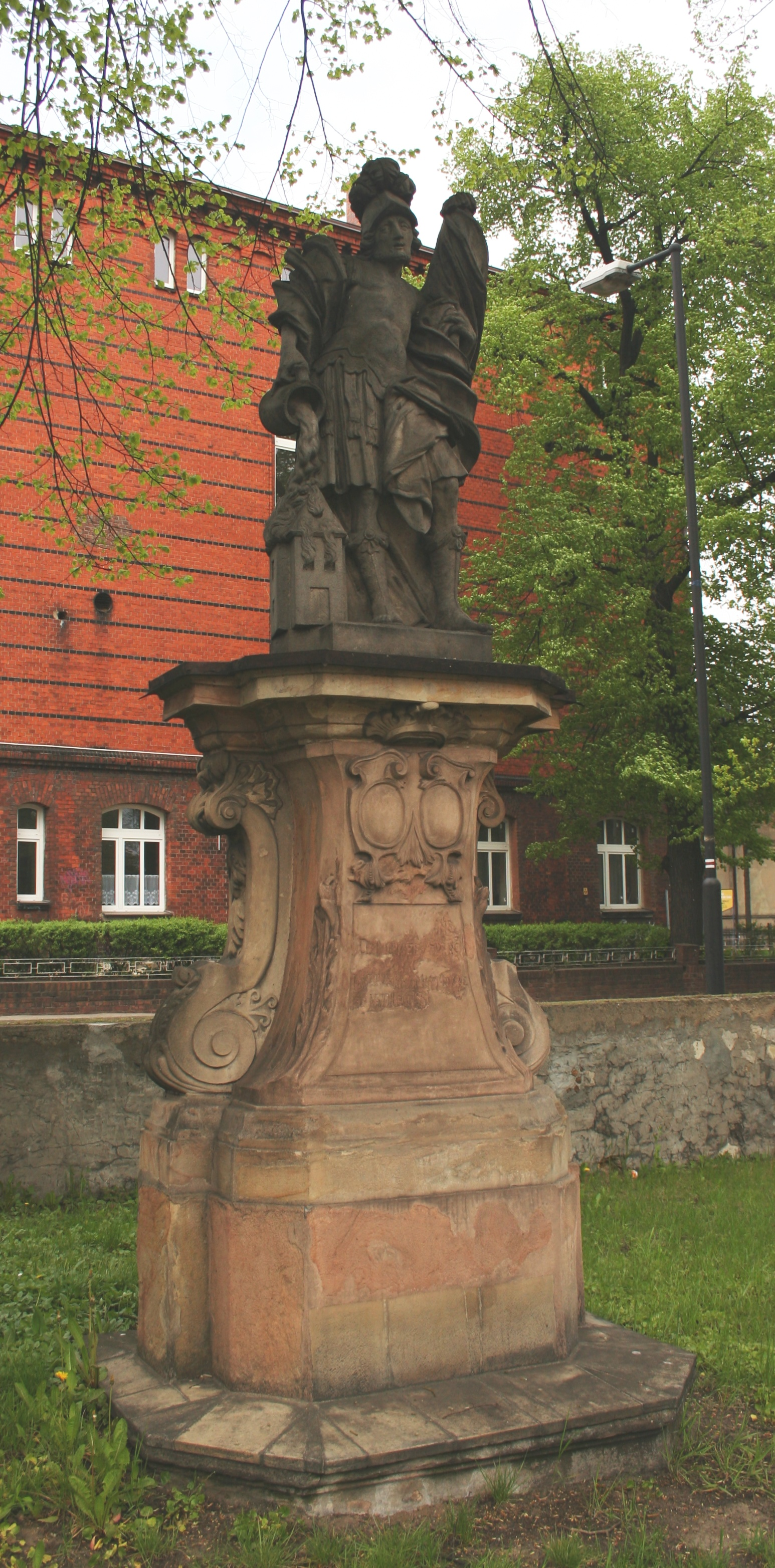
Figura św. Floriana za bramą wjazdową
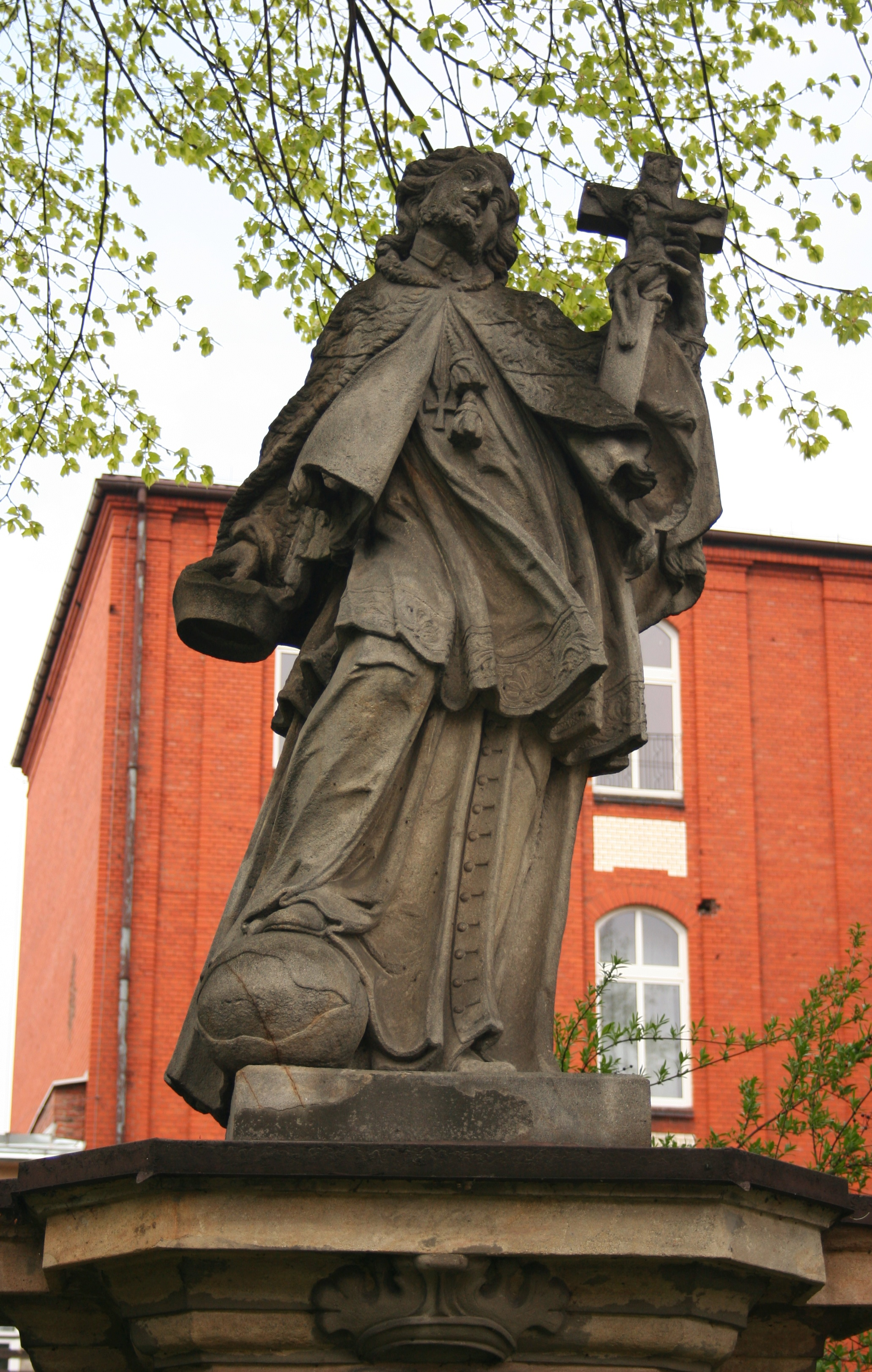
Figura św. Jana Nepomucena za bramą wjazdową

## Literatura
- A. Kozłowski, Zmienne losy Karłuszowca, w: Montes Tarnovicensis, nr 11/2003;
- A. Kuzio-Podrucki, Hrabia z Karłuszowca, w: Montes Tarnovicensis, nr 8/2001;
- A. Kuzio-Podrucki, Karłuszowiec – Bibiela. Sapiehowie, w: Montes Tarnovicensis, nr 15/2004
- A. Kuzio-Podrucki, La Valette d’Uclaux. Panowie z Karłuszowca, w: Montes Tarnovicensis, nr 11/2003
- M. Sapieżyna, My i nasze Siedliska, Kraków 2003
- A. Kuzio-Podrucki, De La Valette d’Uclaux, w: Encyklopedia Województwa Śląskiego, pod redakcją naukową prof. Ryszarda Kaczmarka, tom 9, Katowice 2022 * on-line